# Episodi di Missing (seconda stagione)
La seconda stagione della serie televisiva Missing del 2003, è composta da 18 episodi ed è anche conosciuta nei paesi anglofoni come 1-800-Missing. È andata in onda negli Stati Uniti dal 10 luglio 2004 al 30 gennaio 2005 sul canale televisivo Lifetime. La serie non è da confondere con l'omonima Missing, del 2012, di cui però è stata prodotta solo una stagione.
| nº | Titolo originale        | Titolo italiano            | Prima TV USA      | Prima TV Italia |
| -- | ----------------------- | -------------------------- | ----------------- | --------------- |
| 1  | Sea of Love             | Un mare d'amore            | 10 luglio 2004    | 5 giugno 2007   |
| 2  | One Night Stand         | Un'avventura pericolosa    | 17 luglio 2004    | 5 giugno 2007   |
| 3  | Judgement Day           | Il giorno del giudizio     | 24 luglio 2004    | 12 giugno 2007  |
| 4  | Resurrection            | Legami familiari           | 31 luglio 2004    | 12 giugno 2007  |
| 5  | Last Stop               | Ultima fermata             | 7 agosto 2004     | 19 giugno 2007  |
| 6  | In the Midnight Hour    | Nel cuore della notte      | 14 agosto 2004    | 19 giugno 2007  |
| 7  | Domestic Bliss          | La pace familiare          | 21 agosto 2004    | 26 giugno 2007  |
| 8  | Cop Out                 | L'uomo nero                | 18 settembre 2004 | 26 giugno 2007  |
| 9  | Puzzle Box              | Scatole cinesi             | 25 settembre 2004 | 3 luglio 2007   |
| 10 | Pop Star Story          | Il prezzo del successo     | 2 ottobre 2004    | 3 luglio 2007   |
| 11 | Mr. Nobody              | Il signor nessuno          | 9 ottobre 2004    | 10 luglio 2007  |
| 12 | Truth or Dare (1)       | L'uomo dai mille volti (1) | 16 ottobre 2004   | 17 luglio 2007  |
| 13 | Truth or Dare (2)       | Verità o pegno (2)         | 23 ottobre 2004   | 17 luglio 2007  |
| 14 | Deep Cover              | Falsa identità             | 30 ottobre 2004   | 24 luglio 2007  |
| 15 | John Doe                | Perdita di memoria         | 9 gennaio 2005    | 24 luglio 2007  |
| 16 | Phoenix Rising          | Gelosie                    | 16 gennaio 2005   | 31 luglio 2007  |
| 17 | Paper Anniversary       | Anniversario con delitto   | 23 gennaio 2005   | 31 luglio 2007  |
| 18 | And We Shall Be Changed | Un caso di coscienza       | 30 gennaio 2005   | 31 luglio 2007  |